# Bill Scanlon
Pour les articles homonymes, voir Scanlon.
Bill Scanlon, né le 13 novembre 1956 à Dallas et mort le 2 juin 2021 à Park City dans l'Utah, est un joueur américain de tennis.

## Carrière
Bill Scanlon a fait ses classes à la Trinity University de San Antonio au Texas. Il est champion NCAA 1976, battant Peter Fleming en finale.
Lauréat de sept titres en simple, il a remporté son premier succès à Maui en 1978. Convaincu par un ami de disputer les qualifications, il perd au dernier tour mais est repêché pour le tableau principal en tant que lucky loser. Sa victoire la plus marquante a eu lieu sur la moquette du WCT de Zurich en 1982. Il bat deux top 10 au cours de ce tournoi dont Vitas Gerulaitis en finale.
Sur le circuit principal masculin, il est le seul joueur à avoir réussi un « set d'or », c'est-à-dire gagner un set en marquant 24 points consécutifs. Il l'a réalisé le 22 février 1983 au tournoi de Delray Beach en Floride. Alors classé 71e mondial, il bat au premier tour le Brésilien Marcos Hocevar, 37e mondial (6-2, 6-0), remportant par ailleurs 36 des 38 derniers points. Le jour du match, il devait utiliser une nouvelle raquette de son équipementier Wilson mais en manque de sensations, il décide finalement de jouer avec ses raquettes en bois.
En Grand Chelem, il reste principalement connu pour avoir battu John McEnroe, alors n°1 mondial, en huitièmes de finale de l'US Open 1983 (7-6, 7-6, 4-6, 6-3) à l'issue d'un match assez tendu en raison d'une forte rivalité entre les deux joueurs. Il perd ensuite en demi-finale contre Jimmy Connors (6-2, 6-3, 6-2). Il comptait alors deux victoires sur des n°1 mondiaux ayant battu Björn Borg à Tokyo en 1980 et McEnroe à San Francisco en 1981.
Bill Scanlon a servi au conseil d'administration de l'ATP et à la Southern California Tennis Association. Après sa carrière, il devient conseiller en placements financiers puis crée sa propre société à Los Angeles.

## Parcours dans les tournois duGrand Chelem

### En simple
| Année | Open d'Australie | Open d'Australie | Internationaux de France | Internationaux de France | Wimbledon       | Wimbledon     | US Open         | US Open       | Open d'Australie | Open d'Australie |
| ----- | ---------------- | ---------------- | ------------------------ | ------------------------ | --------------- | ------------- | --------------- | ------------- | ---------------- | ---------------- |
| 1976  | —                | —                | —                        | —                        | —               | —             | 3e tour (1/16)  | J. Velasco    | n.o.             | n.o.             |
| 1977  | —                | —                | 2e tour (1/32)           | P. Elter                 | 1er tour (1/64) | R. Simpson    | 1er tour (1/64) | C. Barazzutti | 1/8 de finale    | J. Alexander     |
| 1978  | n.o.             | n.o.             | 1er tour (1/64)          | B. Gottfried             | 1er tour (1/64) | G. Masters    | 2e tour (1/32)  | G. Vilas      | —                | —                |
| 1979  | n.o.             | n.o.             | 2e tour (1/32)           | H. Gildemeister          | 1/4 de finale   | J. Connors    | 1er tour (1/64) | T. Šmíd       | —                | —                |
| 1980  | n.o.             | n.o.             | —                        | —                        | 1er tour (1/64) | R. Krishnan   | 2e tour (1/32)  | P. McNamara   | 1/4 de finale    | K. Warwick       |
| 1981  | n.o.             | n.o.             | —                        | —                        | 2e tour (1/32)  | J. Fitzgerald | 1er tour (1/64) | B. Teacher    | —                | —                |
| 1982  | n.o.             | n.o.             | —                        | —                        | 1er tour (1/64) | S. Simonsson  | 1er tour (1/64) | M. Wilander   | —                | —                |
| 1983  | n.o.             | n.o.             | —                        | —                        | 1/8 de finale   | J. McEnroe    | 1/2 finale      | J. Connors    | —                | —                |
| 1984  | n.o.             | n.o.             | —                        | —                        | 1/8 de finale   | J. McEnroe    | 3e tour (1/16)  | M. Wilander   | 2e tour (1/32)   | I. Lendl         |
| 1985  | n.o.             | n.o.             | —                        | —                        | —               | —             | 2e tour (1/32)  | I. Lendl      | 1er tour (1/64)  | D. Visser        |
| 1986  | n.o.             | n.o.             | —                        | —                        | 1er tour (1/64) | A. Järryd     | 1er tour (1/64) | E. Teltscher  | n.o.             | n.o.             |
| 1987  | 2e tour (1/32)   | P. Doohan        | 1er tour (1/64)          | J. Arias                 | 2e tour (1/32)  | A. Volkov     | 1er tour (1/64) | M. Woodforde  | n.o.             | n.o.             |
| 1988  | 1er tour (1/64)  | P. McNamee       | —                        | —                        | 1er tour (1/64) | J. Frana      | —               | —             | n.o.             | n.o.             |
| 1989  | —                | —                | —                        | —                        | 1er tour (1/64) | M. Chang      | —               | —             | n.o.             | n.o.             |

N.B. : à droite du résultat se trouve le nom de l'ultime adversaire.

### En double
| Année | Open d'Australie         | Open d'Australie         | Internationaux de France   | Internationaux de France | Wimbledon                    | Wimbledon               | US Open                      | US Open                     | Open d'Australie         | Open d'Australie    |
| ----- | ------------------------ | ------------------------ | -------------------------- | ------------------------ | ---------------------------- | ----------------------- | ---------------------------- | --------------------------- | ------------------------ | ------------------- |
| 1976  | —                        | —                        | —                          | —                        | —                            | —                       | 2e tour (1/16) H. Pfister    | D. Stockton R. Tanner       | n.o.                     | n.o.                |
| 1977  | —                        | —                        | 1er tour (1/32) R. Moore   | Ž. Franulović N. Pilić   | 1er tour (1/32) R. Moore     | B. Hewitt F. McMillan   | 1er tour (1/32) T. Giammalva | M. Riessen T. Okker         | 1/8 de finale J. Marks   | C. Dibley C. Kachel |
| 1978  | n.o.                     | n.o.                     | 1er tour (1/32) G. Hardie  | M. Orantes J. Higueras   | —                            | —                       | 1er tour (1/32) B. Martin    | G. Masters R. Case          | —                        | —                   |
| 1979  | n.o.                     | n.o.                     | 2e tour (1/16) N. Saviano  | R. Carmichael B. Teacher | 2e tour (1/16) N. Saviano    | C. Dibley B. Drewett    | —                            | —                           | —                        | —                   |
| 1980  | n.o.                     | n.o.                     | —                          | —                        | —                            | —                       | 2e tour (1/16) D. Stockton   | Ti. Gullikson To. Gullikson | 1er tour (1/16) I. Lendl | M. Estep P. Kronk   |
| 1981  | n.o.                     | n.o.                     | —                          | —                        | 1er tour (1/32) S. Menon     | I. El Shafei J. Feaver  | 2e tour (1/16) M. Estep      | K. Curren S. Denton         | —                        | —                   |
| 1982  | n.o.                     | n.o.                     | —                          | —                        | 1er tour (1/32) B. Gottfried | M. Edmondson K. Warwick | —                            | —                           | —                        | —                   |
| 1983  | n.o.                     | n.o.                     | —                          | —                        | —                            | —                       | 2e tour (1/16) S. Denton     | R. Harmon M. Purcell        | —                        | —                   |
| 1984  | n.o.                     | n.o.                     | —                          | —                        | —                            | —                       | —                            | —                           | —                        | —                   |
| 1985  | n.o.                     | n.o.                     | —                          | —                        | —                            | —                       | —                            | —                           | —                        | —                   |
| 1986  | n.o.                     | n.o.                     | —                          | —                        | —                            | —                       | —                            | —                           | n.o.                     | n.o.                |
| 1987  | —                        | —                        | 2e tour (1/16) C.-U. Steeb | H. Gildemeister A. Gómez | 1er tour (1/32) E. Jelen     | S. Edberg A. Järryd     | —                            | —                           | n.o.                     | n.o.                |
| 1988  | 2e tour (1/16) A. Maurer | G. Forget S. Živojinović | —                          | —                        | —                            | —                       | —                            | —                           | n.o.                     | n.o.                |

N.B. : le nom du ou de la partenaire se trouve sous le résultat ; le nom des ultimes adversaires se trouve à droite.

## Publications
- (en) Bill Scanlon, Sonny Long et Cathy Long, Bad News For McEnroe : Blood, Sweat, And Backhands With John, Jimmy, Ilie, Ivan, Bjorn, And Vitas, St Martin's Press, 2004, 240 p. (ISBN 0312332807).
- (en) Bill Scanlon et Joseph Parent, Zen Tennis : Playing in the Zone, CreateSpace, 2015, 174 p. (ISBN 1512346772).